# Accademia Albertina
Die Accademia Albertina di Belle Arti di Torino ist eine staatliche Kunsthochschule in Turin, Italien.

## Geschichte
In der ersten Hälfte des 17. Jahrhunderts gab es in Turin eine „Universität der Maler, Bildhauer und Architekten“, aus der 1652 die Compagnia di San Luca entstand. Sie diente Maria Johanna von Savoyen 1678 als Grundlage für die Gründung der „Akademie der Maler, Bildhauer und Architekten“, wobei sich die Herzogin von der Académie royale de peinture et de sculpture in Paris inspirieren ließ. Nach verschiedenen Reformen unter Viktor Amadeus III. und Napoleon Bonaparte gründete König Karl Albert die Akademie als Regia Accademia Albertina wieder und ließ für sie bei der Kirche San Francesco da Paola ein neues Gebäude errichten, in dem sich auch die Pinakothek und die Bibliothek der Akademie befinden.

## Studienangebot
Die Studiengänge richten sich nach dem Bologna-Prozess: sie gliedern sich in einen ersten, dreijährigen Zyklus und in einen darauf folgenden zweijährigen Zyklus. Die jeweiligen Diplom-Abschlüsse sind dem Bachelor und dem Master gleichgestellt. Das Studienangebot umfasst: Malerei, Bildhauerei, Dekorative Kunst, Grafik, Szenografie, Kunsttechnologie, Produktdesign, Kunstmarketing und Kunstpädagogik.